# Ensalada de atún

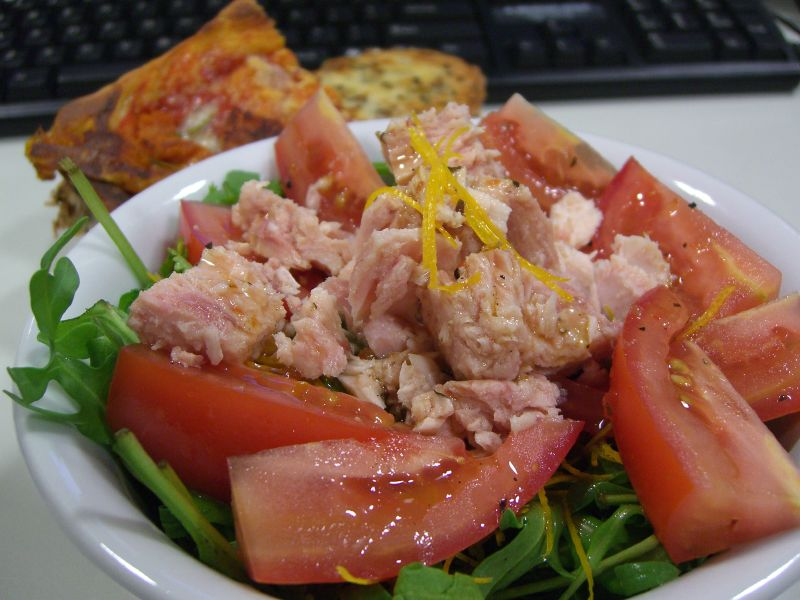
Ensalada de atún con tomate.

La ensalada de atún es una mezcla de típicamente tres ingredientes: atún, huevo y algún tipo de mayonesa o sucedáneo, como mostaza. El atún empleado suele ser precocinado, enlatado y conservado con agua o aceite. Es frecuente untar la ensalada entre dos rebanadas de pan para obtener un sándwich de ensalada de atún.

## Características
Una versión rápida de la ensalada de atún puede hacerse omitiendo el huevo y empleando eneldo o relish. La razón de este cambio es que los huevos deben cocerse, mientras otros ingredientes pueden adquirirse ya listos para comer. Esta versión procede de las recetas de sándwich de atún que piden mezclar el atún con mayonesa antes de untarlo en pan. El atún suele proceder de conservas atuneras. 
Se comercializan ensaladas de atún listas para comer en muchas tiendas de ultramarinos. La calidad de estos productos puede juzgarse a menudo por la cantidad de mayonesa. Las versiones baratas contienen mucha mayonesa e ingredientes picados finamente, mientras las más caras llevan mucha menos mayonesa e ingredientes cortados más gruesos.

## Variantes
La ensalada de atún también puede usarse como relleno entre dos crackers, o como acompañamiento de otro plato. En Japón la ensalada de atún se conoce como ツナサラダ tsuna sarada (del inglés tuna salad) o シーチキンサラダ shīchikin sarada (sea chicken salad). El último alude a sea chicken (シーチキン), una marca de atún enlatado producida por Hagoromo Foods. 